# Ноблсвилл
Но́блсвилл — город в штате Индиана, США. Является административным центром округа Гамильтон, входит в состав тауншипа Ноблсвилл. Население — 57 584 чел. (по оценке 2014 года).
Город обслуживает аэропорт.

## География
Ноблсвилл находится в центральной части штата. Из 84,93 км² площади города 81,25 км² составляет суша и 3,66 км² — водная поверхность. Город входит в состав т. н. «Кукурузного пояса».
К югу от города находится столица штата Индианаполис, в агломерацию которого входит и Ноблсвилл. Через территорию города протекает река Уайт-Ривер — одна из крупнейших рек штата.

## История
В 1802 году на месте, где сейчас находится город, поселился предприниматель Уильям Коннер со своей женой Мекинджес, происходившей из племени делаваров. В 1823 году вместе с Джосаей Полком он основал здесь городское поселение, которое год спустя стало центром новообразованного округа Гамильтон. В том же 1823-м в Ноблсвилле появилось почтовое отделение, в 1827-м открылись первая церковь и таверна.

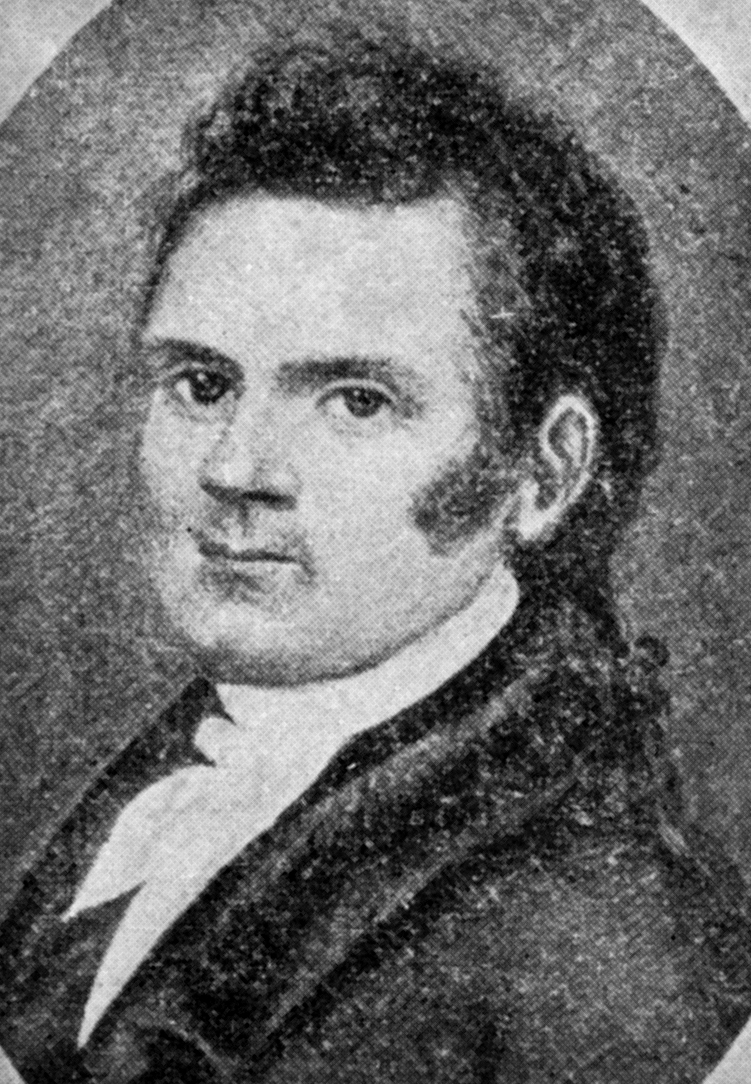
Сенатор Дж. Нобл, в честь которого назван город

Современные границы города были определены решением властей округа в 1833 году. Своё название — Ноблсвилл — город получил в честь американского сенатора от штата Индиана Джеймса Нобла. В первые десятилетия Ноблсвилл активно развивался, однако были в его истории и чёрные страницы: например, эпидемия холеры в 1850 году, Великое наводнение 1913 года, Большой пожар 1967 года. В 1851 г. Ноблсвилл был инкорпорирован.
В 1856 году распахнула свои двери первая общественная библиотека, восемью годами позже открылась городская ярмарка. В 1871 году в Ноблсвилле открылись сразу два значимых объекта: городской банк и пожарная служба. В 1879 году завершилось строительство здания окружного суда.
1888 год ознаменовался началом экономического бума для Ноблсвилла — в центральных и восточных районах штата был найден природный газ. Это событие дало толчок к более активному развитию города во всех сферах — на рубеже XIX и XX веков был построен целый ряд разнообразных объектов: от оперного театра до дамбы для местной ГЭС, создана Ноблсвиллская электроэнергетическая компания.
В начале XX века город развивался не очень быстро, однако начиная с 1970-х и вплоть до начала второй четверти века следующего в Ноблсвилле отмечается стабильно высокое увеличение численности населения.

## Население
По переписи 2010 года в городе насчитывалось 51 969 жителей, 19 080 домохозяйств и 13 989 семей.
Расовый состав Ноблсвилла следующий: 91,1 % — белые, 3,6 % — негры, 0,2 % — коренные американцы, 1,7 % — выходцы из Азии, 0,1 % — океанийцы, 0,1 % — представители других расовых групп, в том числе, смешанного происхождения. В частности, 4,3 % населения составили латиноамериканцы всех расовых групп.
42,9 % семей имеют одного или нескольких детей в возрасте до 18 лет, 58,3 % семейных пар проживают совместно, в 10,8 % семей старшими являются незамужние женщины, в 4,2 % — неженатые мужчины, ещё в 26,7 % — без формального заключения брака. Средний возраст населения — 33 года.

## Туризм и рекреация

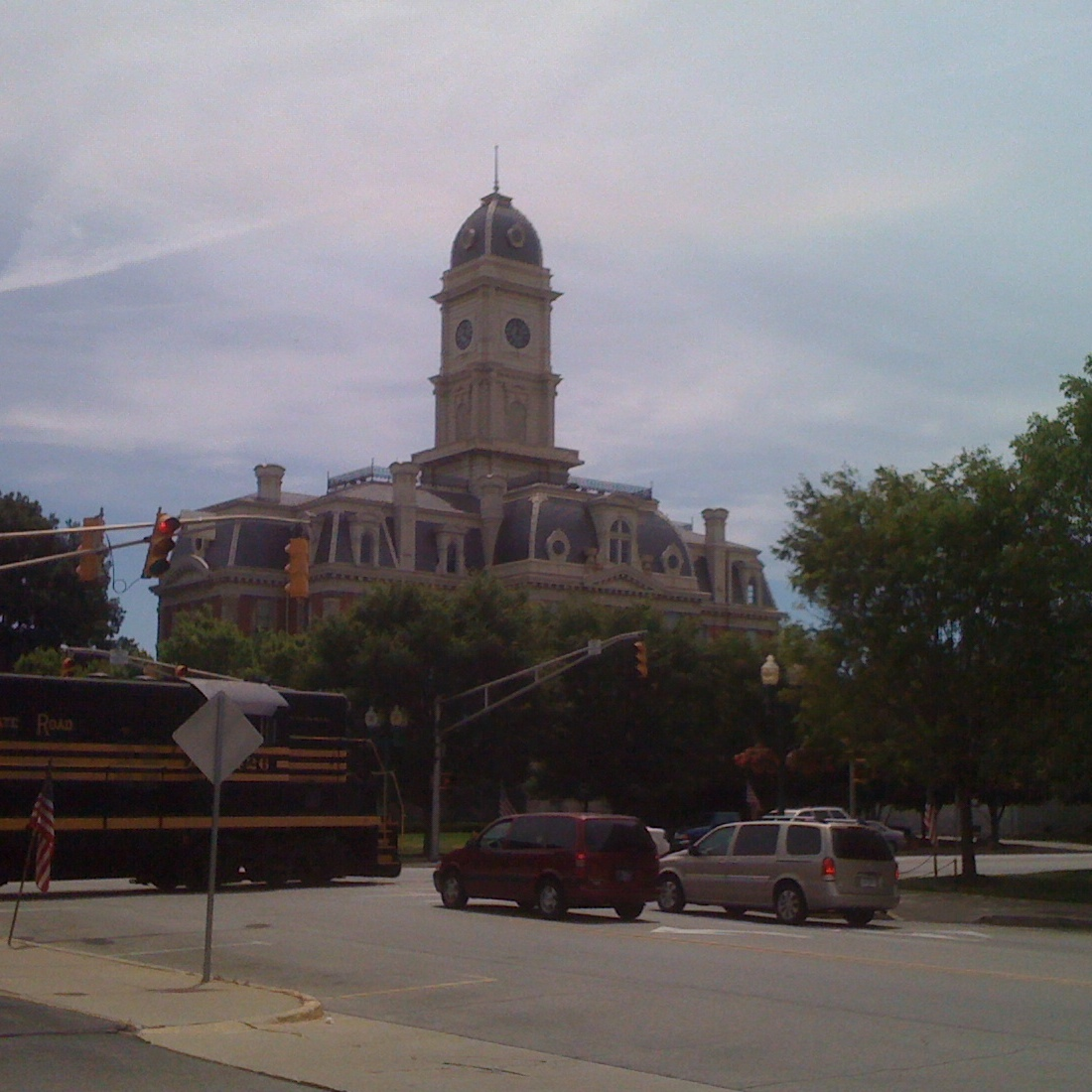
Здание окружного суда

В Ноблсвилле насчитывается целый ряд достопримечательностей и объектов отдыха для горожан и гостей города: 7 площадок для гольфа, театр «Белфрай», множество магазинов в деловом центре, музыкальный центр, парки и скверы (например, Форест-парк и парк им. Джеймса Диллона), художественная галерея, музей транспорта Индианы и многое др. Крупнейшим торговым центром города является Hamilton Town Center (основан в 2008).

## Города-побратимы
Ноблсвилл имеет побратимские отношения со следующими городами:
- Нова-Прата, Бразилия
- Читтаделла, Италия

## Образование
В Ноблсвилле насчитывается почти полтора десятка учебных заведений, в их числе Высшая школа Ноблсвилла и католическая Высшая школа им. святой Теодоры Герен (см. Герен, Теодора).

## Известные жители и уроженцы
В 1886 году в Ноблсвилле родился знаменитый американский писатель Рекс Стаут, создатель Ниро Вульфа и Арчи Гудвина. Помимо него, в городе родились: гонщик Конор Дейли, конгрессмен-республиканец Ральф Гуинн, политический консультант-демократ Тимоти Крафт, модельер Норман Норелл, автор комиксов Роджер Стерн, кантри-певец Стив Уоринер. Кроме этого, в Ноблсвилле в разное время проживали: олимпийский чемпион по прыжкам в воду 2012 года Дэвид Будайя, автогонщики Брайан Клоусон и Дерек Дейли, бейсболист (питчер) Уэсли Уислер.